# Classe Ariete (torpilleur espagnol)
 (janvier 2019).
Si vous disposez d'ouvrages ou d'articles de référence ou si vous connaissez des sites web de qualité traitant du thème abordé ici, merci de compléter l'article en donnant les références utiles à sa vérifiabilité et en les liant à la section « Notes et références ».
Pour les autres classes de navires du même nom, voir Classe Ariete.
La classe Ariete fut une classe de torpilleur construite pour la Marine espagnole.

## Description
La classe a compté jusqu'à 3 navires.